# Ruta Nacional 35 (Argentina)
La Ruta Nacional 35 Doctor René Favaloro (tramo entre Bahía Blanca, provincia de Buenos Aires, y Santa Rosa provincia de La Pampa, ley Nº25.768 B.O. 1/09/2003) es una carretera de la República Argentina, que une la Avenida de Circunvalación de la Ciudad de Bahía Blanca en la Provincia de Buenos Aires con la localidad de Santa Catalina, a 10 km al sudoeste de Río Cuarto sobre la ruta nacional 8 en la provincia de Córdoba. Entre estas dos provincias, se extiende también sobre la provincia de La Pampa. Su extensión es de 709 km, totalmente asfaltados.
La ruta pasa junto a la reserva provincial Parque Luro, cuya entrada se encuentra 30 km al sur de Santa Rosa en la provincia de La Pampa.

## Ciudades
Las ciudades de más de 5000 habitantes por las que pasa esta ruta de sur a norte son los siguientes (los pueblos entre 500 y 5.000 hab. figuran en itálica).

### Provincia de Buenos Aires
Recorrido: 117 km (km 8 a 125)
- Partido de Bahía Blanca: Bahía Blanca (kilómetro 0) y Villa Bordeu (km 8).
- Partido de Tornquist: no hay localidades de más de 500 hab.
- Partido de Puan: acceso a Villa Iris (km 108).

### Provincia de La Pampa
Recorrido: 381 km (km 125 a 506)
- Departamento Hucal: accesos a Jacinto Aráuz (km 130), General San Martín (km 147) y Bernasconi (km 163).
- Departamento Guatraché: no hay localidades de más de 500 hab.
- Departamento Utracán: Ataliva Roca (km )
- Departamento Toay: no hay localidades de más de 500 hab
- Departamento Capital: Santa Rosa (km 324).
- Departamento Conhelo: acceso a Winifreda (km 371), Eduardo Castex (km 406).
- Departamento Trenel: no hay localidades de más de 500 hab.
- Departamento Realicó: Embajador Martini (km 463) y Realicó (km 500).

### Provincia de Córdoba
Recorrido: 203 km (km 506 a 709)
- Departamento General Roca: Huinca Renancó (km 526).
- Departamento Río Cuarto: Vicuña Mackenna (km 630).

## Historia
El 3 de septiembre de 1935 la Dirección Nacional de Vialidad difundió su primer esquema de numeración de rutas nacionales. Al camino general entre las ciudades de Bahía Blanca y Córdoba pasando por Santa Rosa y Río Cuarto le correspondió la designación Ruta Nacional 35.
En el año 1943 el ente vial nacional decidió hacer un cambio parcial a la numeración de las rutas nacionales, por lo que el tramo entre Córdoba y Río Cuarto se transformó en la Ruta Nacional 36.
El 29 de octubre de 1958 la Dirección Nacional de Vialidad y los entes viales provinciales de Buenos Aires y La Pampa firmaron un convenio por lo que estos últimos se comprometían a pavimentar la ruta y los accesos a las localidades en sus respectivas provincias.[cita requerida] La repartición pública nacional luego les devolvería el dinero correspondiente a la construcción del camino principal, no así de los accesos que quedarían en jurisdicción provincial. Esta obra se finalizó en 1970.
El 3 de septiembre de 2008 la Dirección Nacional de Vialidad y la Comuna de Bahía Blanca firmaron un convenio por el que la primera le cedió el tramo urbano de 8 km de la ruta entre la Plaza Rivadavia y la rotonda de Av. Don Bosco y Sesquicentenario. De esta manera, la Ruta Nacional 35 comienza actualmente en la intersección con la Ruta Nacional33. En el año 2022 el gobierno nacional comenzó los trabajos de reasfaltado, reconstrucción de banquinas y nivelación 
Del suelo a lo largo de la.ruta para mejorar la seguridad vial.